# Obemannad butik
En obemannad butik eller automatiserad butik är ett butikskoncept utan personal, där kundernas varuinköp registreras digitalt. Det kan ske genom en smartphone-app, i kombination med övervakningskameror och hyllsensorer (Amazon Go), dedikerad självskanningsutrustning eller smartphone.

## Sverige
Sveriges första obemannade butik öppnade i december 2015 och var en av de första i världen. Sveriges första dygnet-runt-öppna obemannad butik öppnade mars 2019 i Bålsta. I januari 2024 fanns det 193 obemannade butiker i Sverige. Stölder har varit ett återkommande problem i obemannade butiker och medfört att butikers utbud minskat och att butiker fått stänga.